# Фронт Стрези

Держави Стрезької конференції (синій) проти нацистської Німеччини (коричневий)

Фронт Стрези — договір, укладений в Стрезі (Італія) 1935 року між британським, французьким та італійським політичними лідерами для забезпечення виконання Локарнських договорів та підтвердження незалежності Австрії, а також для протистояння майбутнім спробам Німеччини недотримання Версальського договору. Ця угода була реакцією Європи на нарощування військово-повітряних сил та збільшення армії Німеччини.
На жаль, Фронт Стрези не досягнув бажаного ефекту.  Цього ж року Велика Британія підписала англо-німецький морський договір. В результаті Німеччині було дозволено побудувати кількість кораблів, еквівалентну 35% флоту Великої Британії і мати підводні човни. Цю угоду Англія не узгодила з діяльністю у Фронті. Вторгнення Італії в Абісинію остаточно поклало край ініціятивам Фронту Стрези.